# Kroczów Mniejszy
Kroczów Mniejszy (prononciation : [ˈkrɔt͡ʂuf ˈmɲei̯ʂɨ]) est un village polonais de la gmina de Kazanów dans le powiat de Zwoleń de la voïvodie de Mazovie dans le centre-est de la Pologne.
Il se situe à environ 5 kilomètres à l'est de Kazanów (siège de la gmina), 10 kilomètres au sud-ouest de Zwoleń (siège du powiat) et 110 kilomètres au sud de Varsovie (capitale de la Pologne).

## Histoire
De 1975 à 1998, le village appartenait administrativement à la voïvodie de Radom.